# San Benedetto del Tronto
San Benedetto del Tronto ist eine italienische Gemeinde (comune) im äußersten Südosten der Region Marken, an der Adria gelegen. Wenige Kilometer südlich der Stadt beginnen die Abruzzen. Mit 47.045 Einwohnern (Stand 31. Dezember 2023) es ist die größte Stadt in der Provinz Ascoli Piceno. Zur Stadt gehört auch der Ortsteil Porto d’Ascoli.
Die erste urkundliche Erwähnung von San Bendetto del Tronto datiert aus dem Jahr 998.
Die Nachbargemeinden sind Acquaviva Picena, Grottammare, Martinsicuro (TE) und Monteprandone.

## Geographie

### Gebiet
Es ist die südlichste Küstengemeinde der Marken. Die natürlichen Grenzen im Süden (Fluss Tronto) und im Osten (Adria) sind gut abgegrenzt, während sie im Norden und Westen nicht erkennbar sind. Die starke Stadterweiterung im Bereich zwischen Meer und Hügeln erlaubt keine einfache Ablesung der Stadtgrenzen.

### Klima
San Benedetto genießt ein besonders mildes mediterranes Klima mit milden Wintern (durchschnittlich 7 °C saisonal) und heißen, aber nicht feuchten Sommern (durchschnittlich ca. 23 °C während dieser Jahreszeit). Die durchschnittliche Jahrestemperatur beträgt etwa 15 °C, während die Niederschläge im Allgemeinen zwischen 700 und 800 mm liegen.

### Stadt
Die Stadt hat einen alten Kern (das „Hochland“ oder „Su dèntrë“ in Sambenedettese) auf einem bescheidenen Relief nicht weit vom Meer entfernt, an dessen Fuß die ursprüngliche Stadt des jüngsten Teils, der „Marina“, entsteht. Dieser Fluss wird vom Fluss Albula durchquert und hat sich im Laufe der Jahre bis zum Tronto-Fluss im Süden entwickelt, wo sich die Ortschaft Porto d’Ascoli befindet. Im Norden ist er mit dem Stadtteil Ischia in Grottammare verschweißt, mit dem er eine einzige Agglomeration darstellt urban, das fast den Fluss Tesino erreicht. Südwesten folgt das Ufer des Tronto mit dem Weiler Centobuchi di Monteprandone.
Die Gemeinde San Benedetto del Tronto und die Nachbargemeinden Grottammare, Acquaviva Picena, Monteprandone, Colonnella und Martinsicuro sind als eine einzige städtische Einheit konfiguriert, da zwischen den Siedlungen keine Kontinuitätslösung besteht. Diese Agglomeration hat seit der Nachkriegszeit bis heute eine bemerkenswerte und konstante Entwicklung durchlaufen: 1951 hatte sie 47.337 Einwohner, 1971 70.140, 2007 96.012 und 100.611 im Juli 2010, die sich auf ein Gebiet von 125 km² und eine Bevölkerungsdichte von 805 Einwohnern/km² verteilten.

## Wirtschaft

### Fischerei und Schiffbau

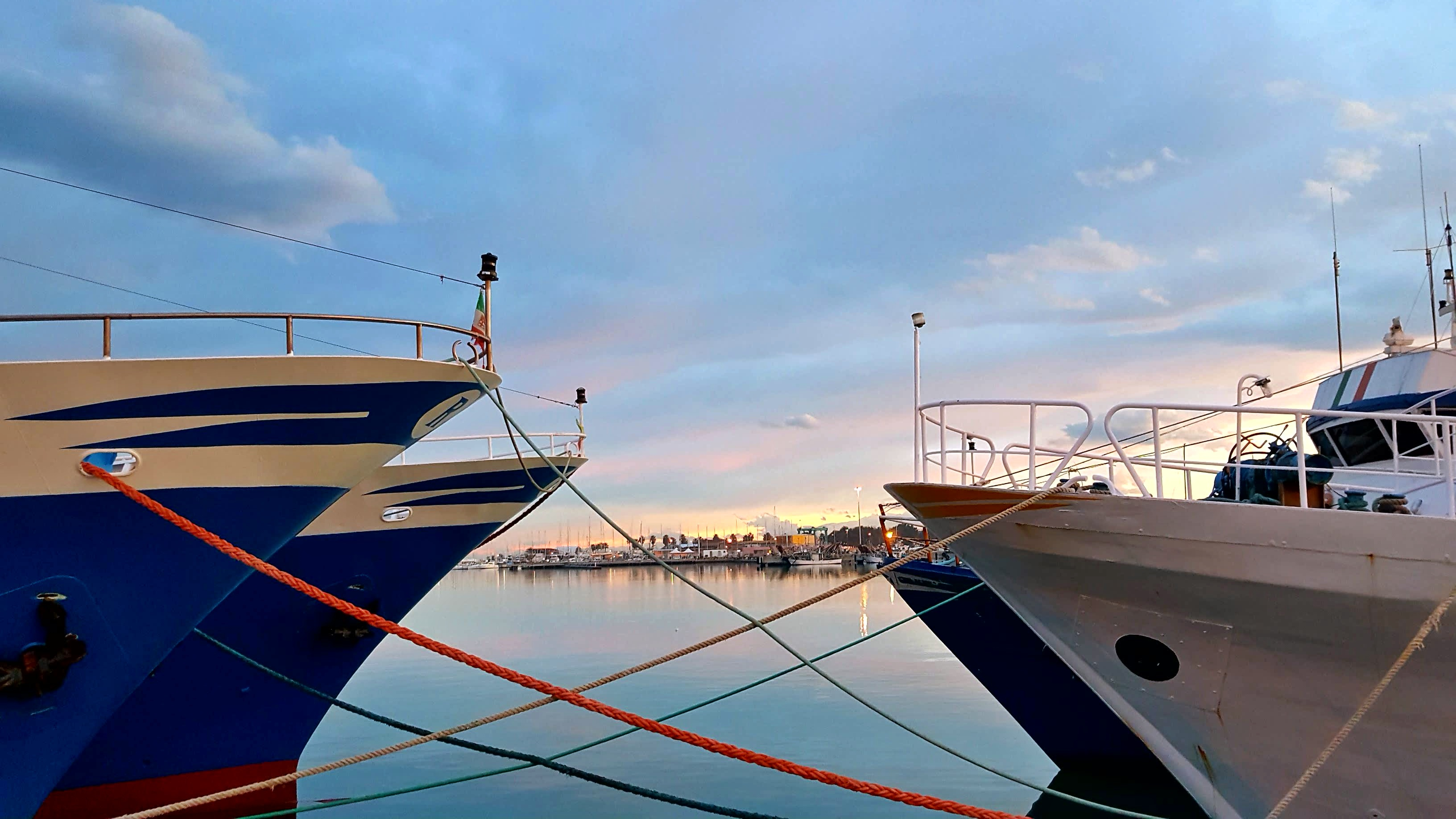
San Benedetto, Trawler am Hafen.

San Benedetto del Tronto hat sich im Laufe der Jahrhunderte zu einem Angel- und Touristenpol von nationaler Bedeutung entwickelt. Im Jahr 1912 begann der Start eines motorisierten Fischtransportunternehmens mit der Umwandlung des Antriebs der Schiffe, die vom Segel aus die Hochseefischereifahrzeuge erreichten. Neben diesen Ereignissen gab es Modernisierungen und Entwicklungen auch in anderen Sektoren, die direkt mit Aktivitäten auf dem Meer verbunden sind, wie Schiffbau, Hanfverarbeitung, Kabel – und Netzwerkbau, Schiffbau – Werkstätten, Bordinstrumente, die Vermarktung des Fisches (San Benedetto verfügt über den wichtigsten Fischgroßhandelsmarkt in Italien), die Kühlketten für den Transport von Fisch.
Obwohl dieser Sektor kontinuierlich zurückgeht, bleibt dieser Sektor eine treibende Kraft für die lokale Wirtschaft, wenn wir nicht nur den ordnungsgemäß maritimen Teil berücksichtigen (beachten Sie, dass San Benedetto del Tronto nach Mazara del Vallo der zweitgrößte italienische Hafen ist, und zwar nach Menge und Anzahl der gefangenen Fische der Fischereiboote und eines der größten Fischmärkte in Italien), aber alle verwandten Industrien werden berücksichtigt, und vor allem die hoch entwickelte Konservenindustrie, die zur Förderung der Vermarktung von Fisch gegründet wurde und nun mit allen Nahrungsmitteln, hauptsächlich mit diesen, beschäftigt ist Obst und Gemüse. In San Benedetto del Tronto befindet sich zudem ein professionelles Schulungszentrum für Angler.

### Tourismus

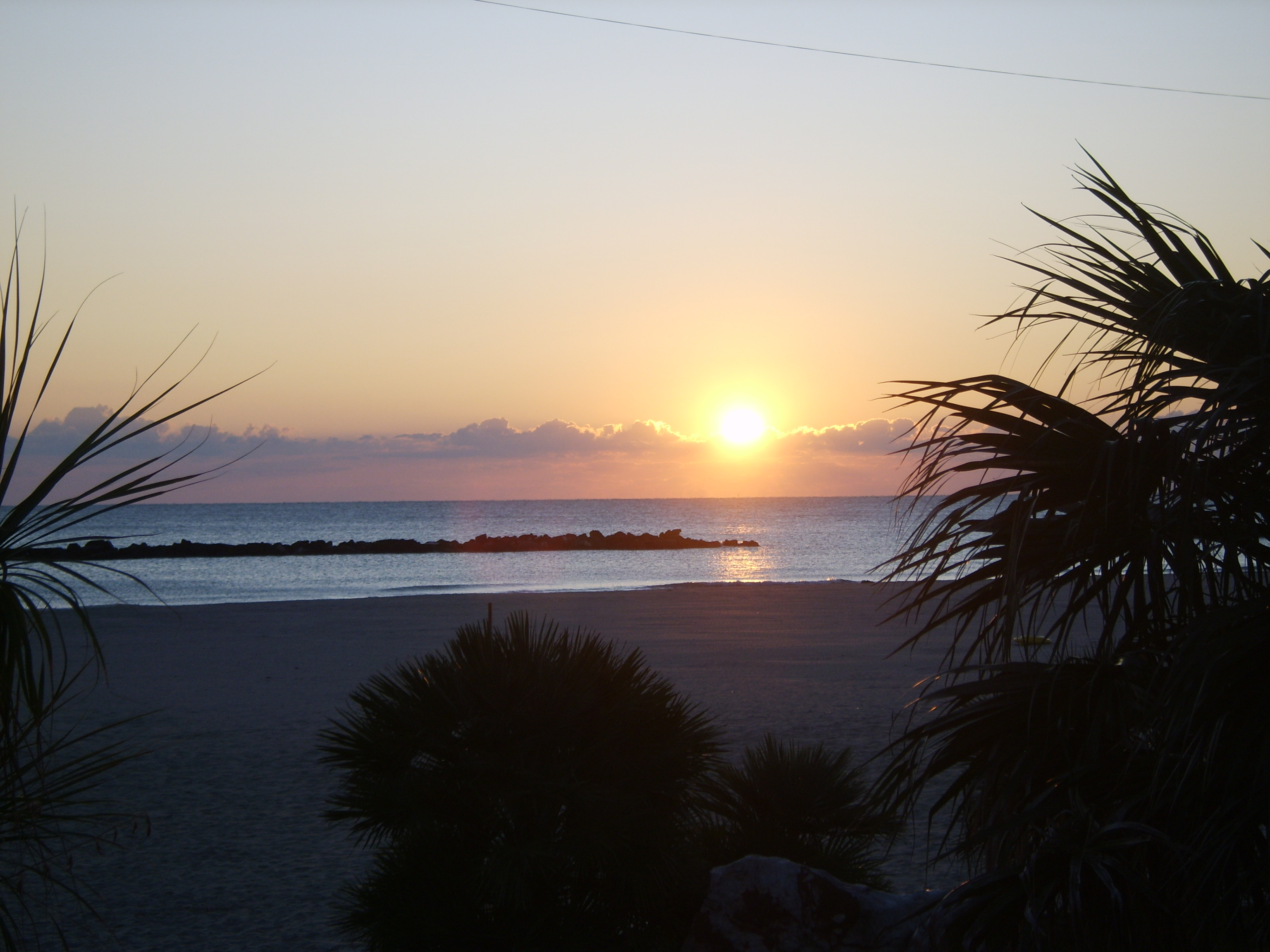
San Benedetto, Morgengrauen am Adriatischen Meer.

Der Tourismus ist die wichtigste Einnahmequelle der Stadt. San Benedetto hat sich seit den frühen Jahrzehnten des zwanzigsten Jahrhunderts als einer der bekanntesten und beliebtesten italienischen Badeorte etabliert. Seit der zweiten Hälfte der sechziger Jahre hat es sich aufgrund der Besucherzahlen auch als das beliebteste Reiseziel in den Marken etabliert. Während des Sommers kann San Benedetto durch Touristen das Drei- oder Vierfache seiner Einwohnerzahl erreichen.
Es trägt die Blaue Flagge der Europäischen Gemeinschaft und investiert in die Förderung und Festigung eines nicht nur national erworbenen images.
Dieses Bild wird seit etwa einem Jahrzehnt mit der Marke „Riviera delle Palme“ vermittelt, ein Name, der sie unter derselben Tourism Promotion Company teilt und auch die beiden anderen Küstenstädte im südlichsten Teil des Piceno umfasst. Grottammare und Cupra Marittima, zusätzlich zu einigen Dörfern im San Benedetto-Gebiet, Offida, Monteprandone, Acquaviva Picena, Ripatransone und der Lazio-Gemeinde Accumoli (ist dem Konsortium 2008 beigetreten).
Von San Benedetto del Tronto bis zu den grünen Hügeln des Piceno mit bedeutenden mittelalterlichen Dörfern, die innerhalb weniger Kilometer interessante Ausflüge für Kunst-, Geschichts- und Weinliebhaber ermöglichen.

## Sehenswürdigkeiten

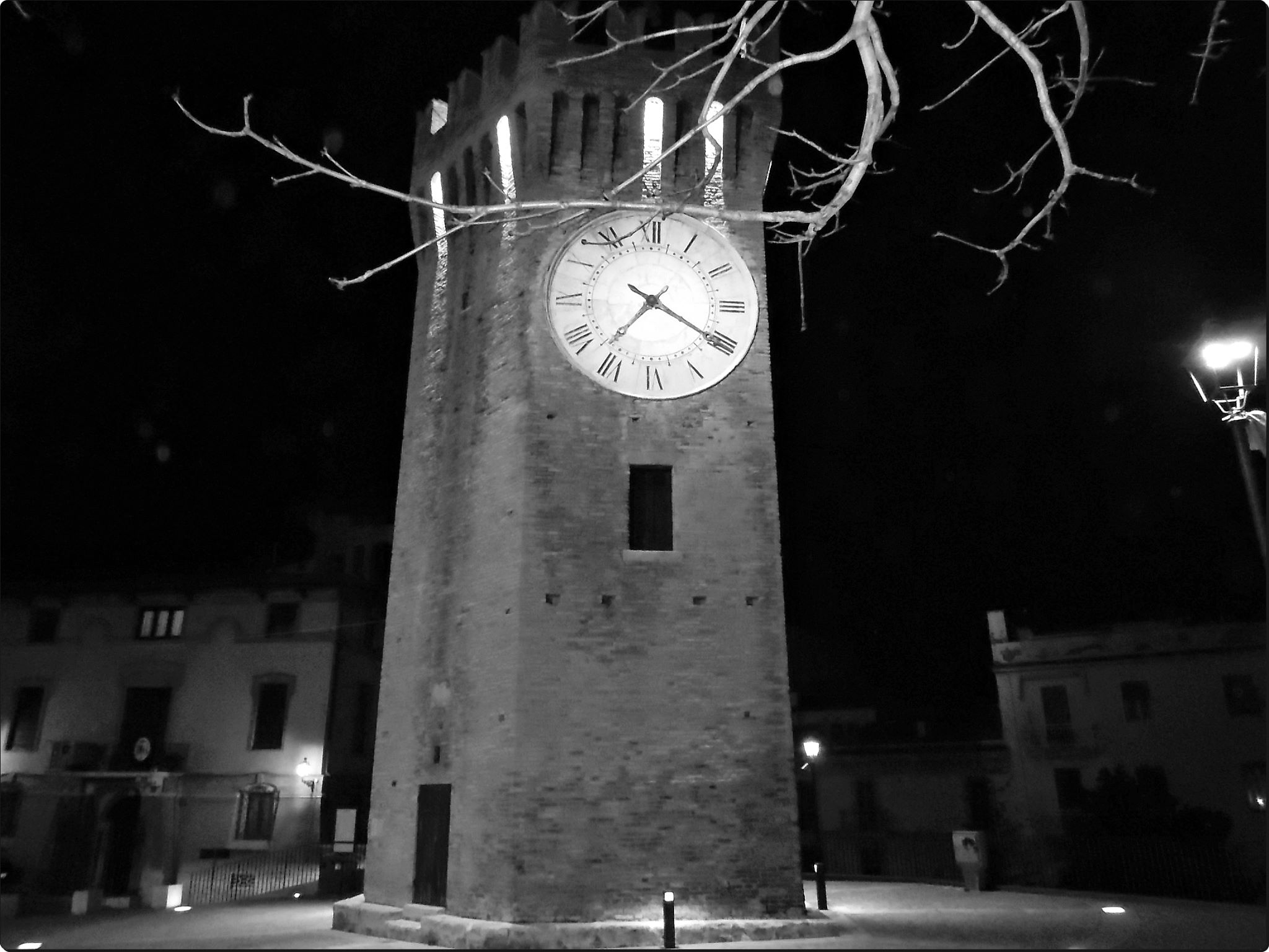
Der Uhrturm
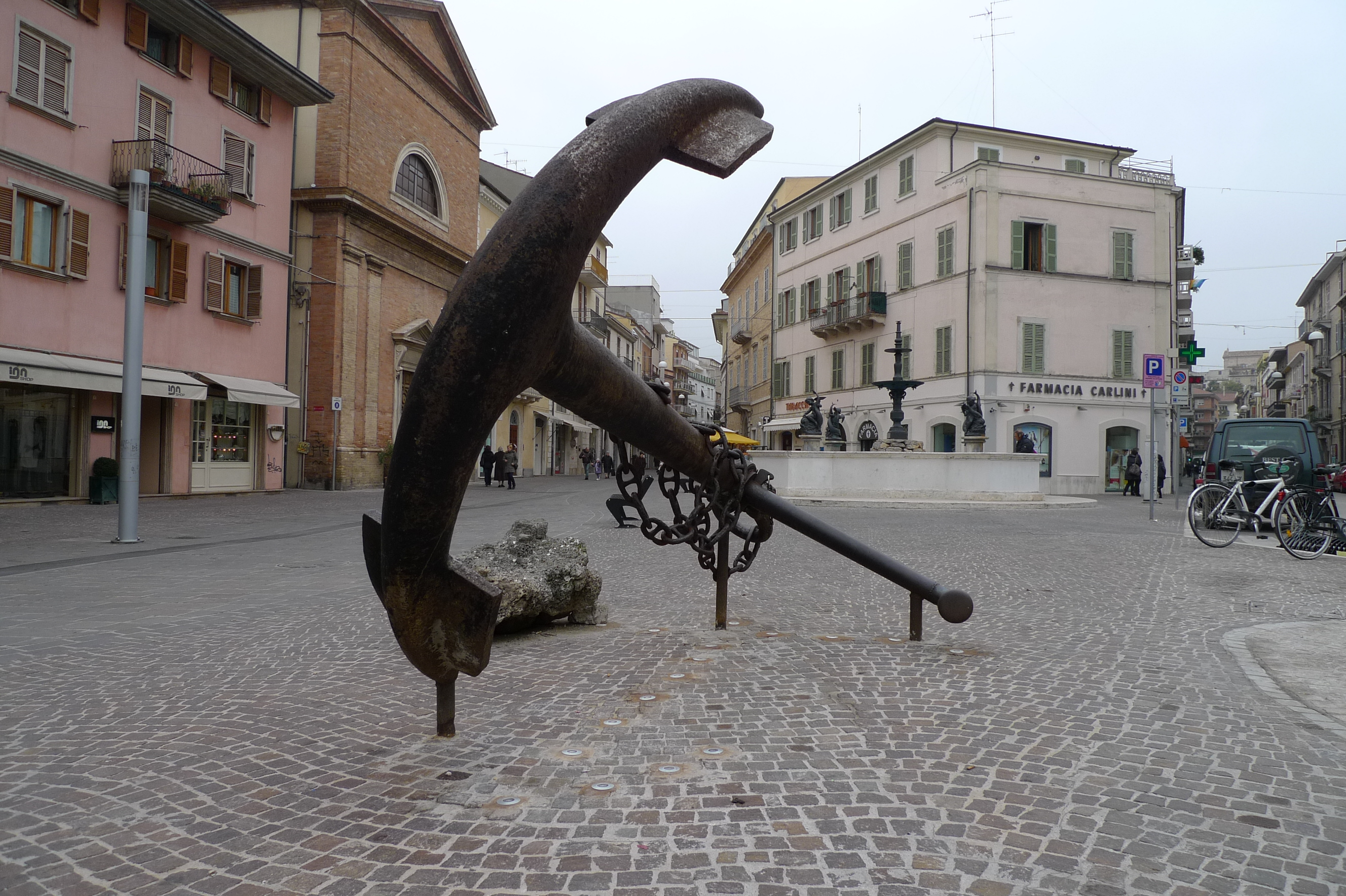
Piazza Giacomo Matteotti
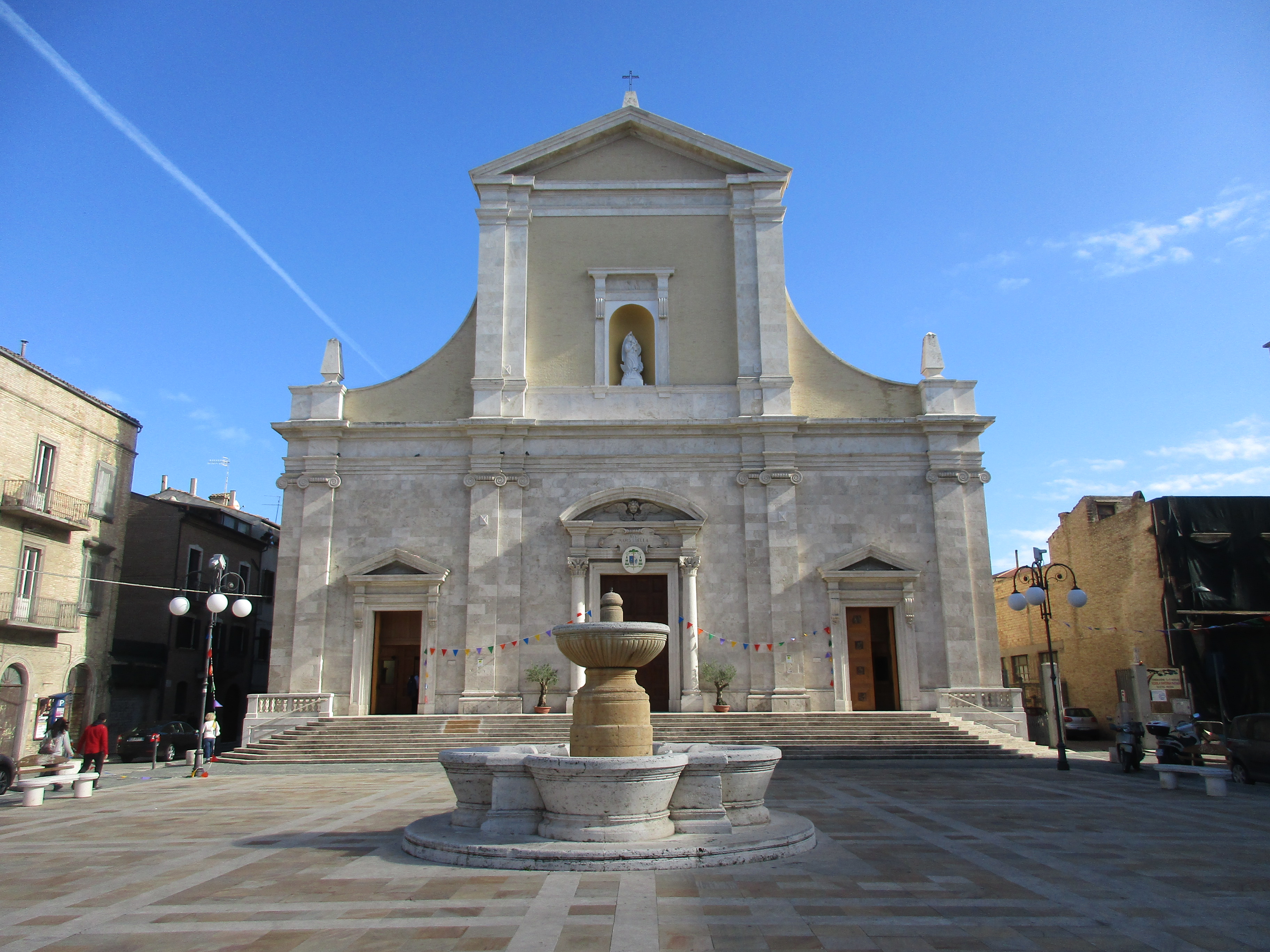
Der Dom – Cattedrale di Santa Maria della Marina
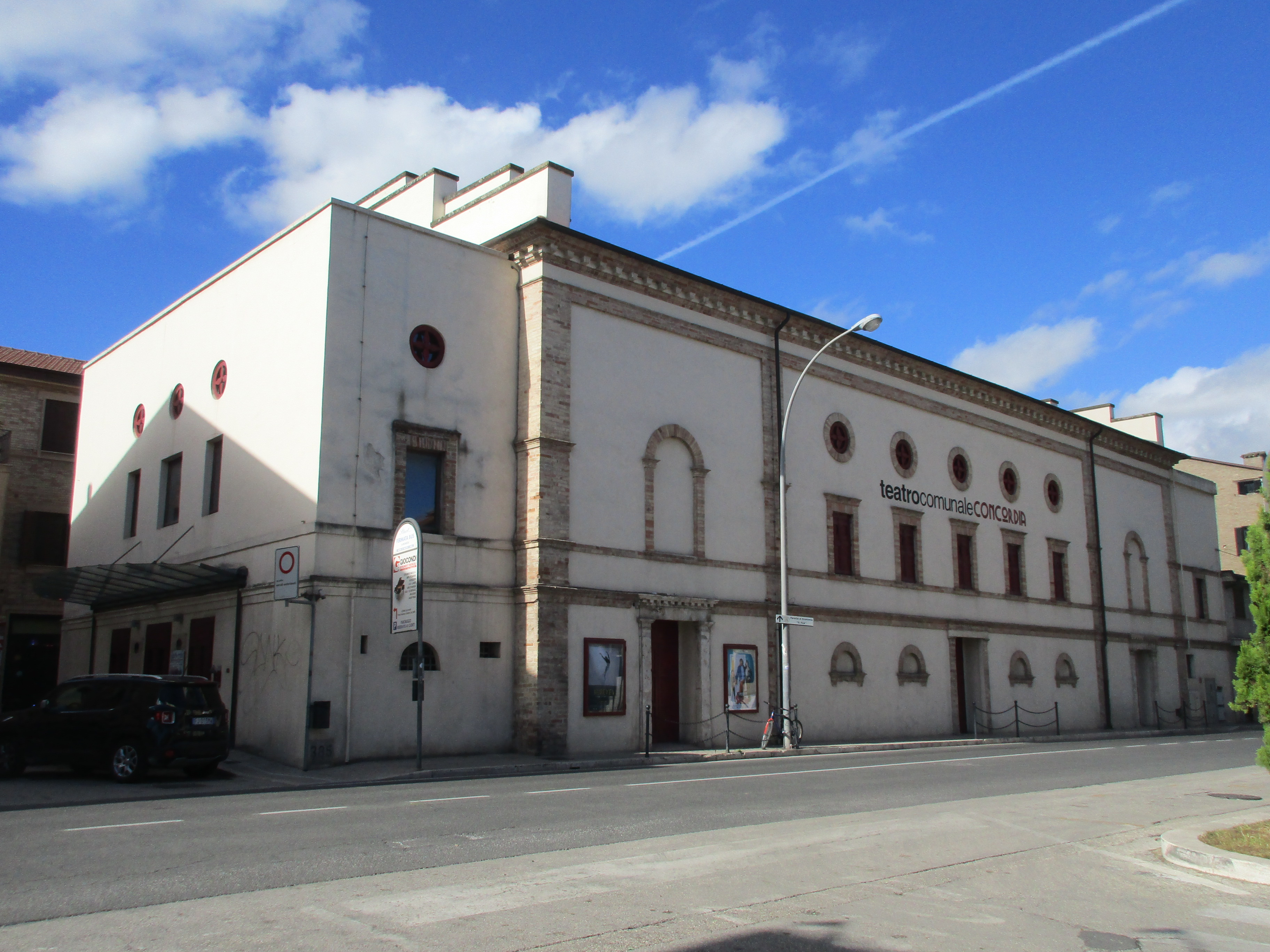
Teatro Concordia
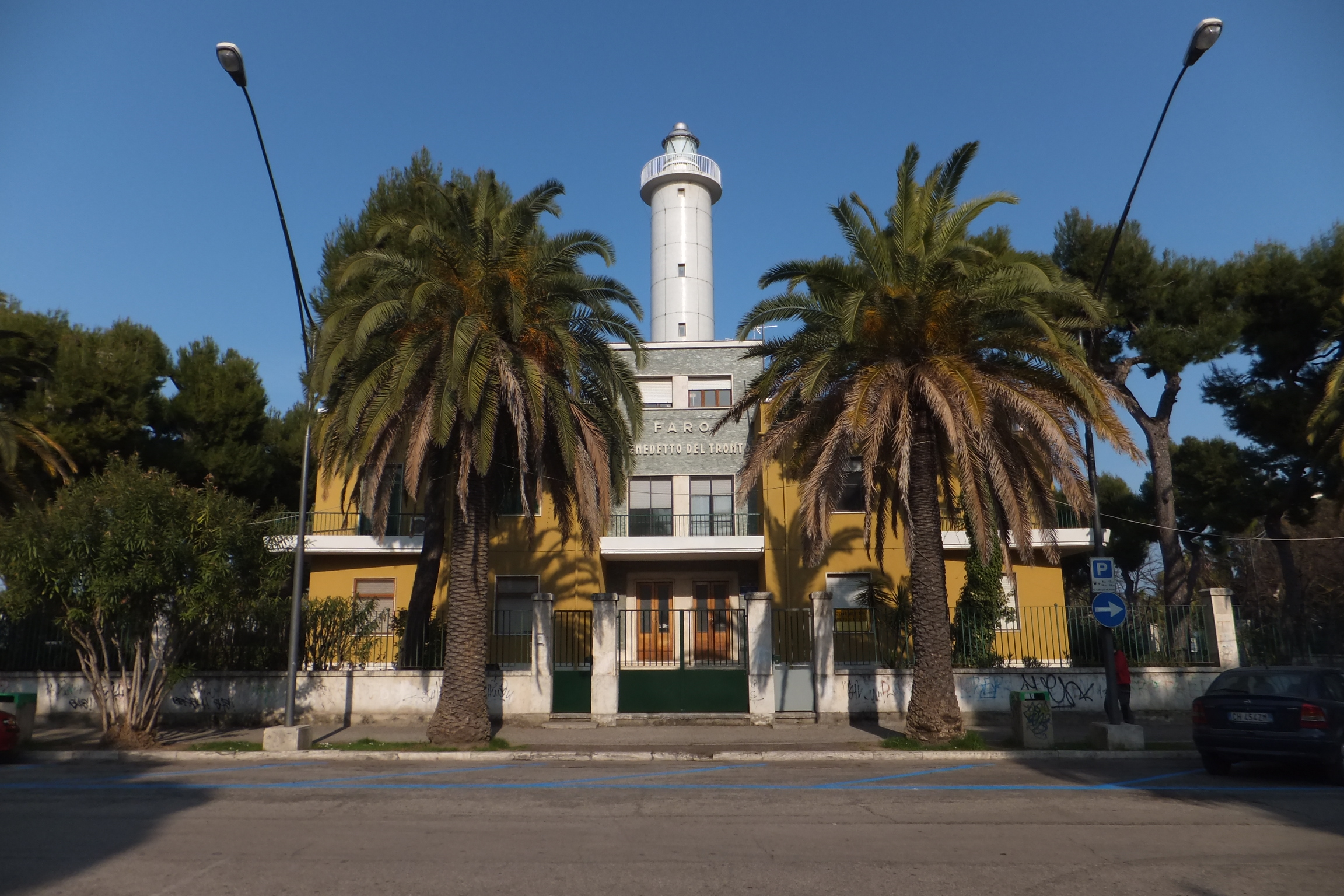
Der Leuchtturm
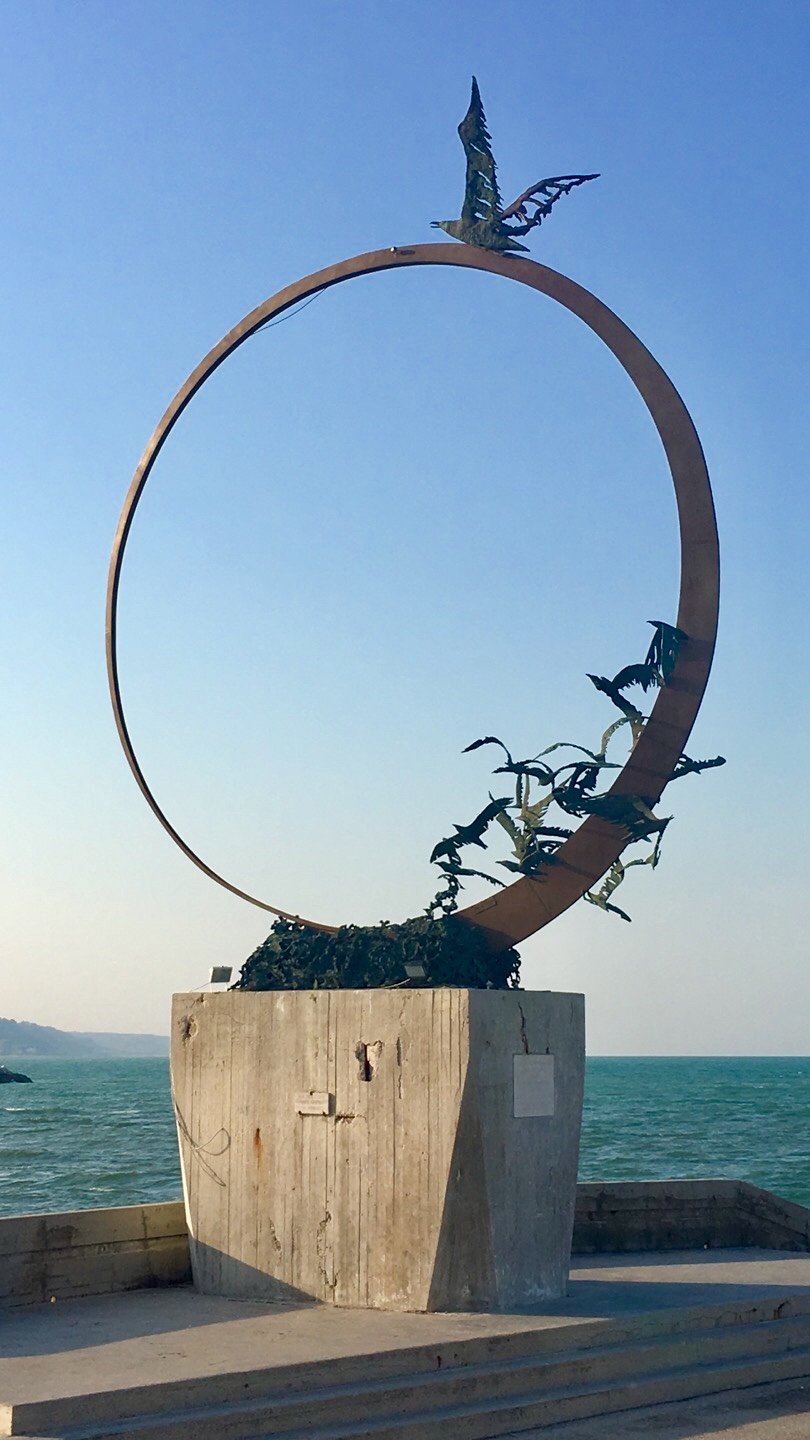
„Die Möwe“ – „Il Gabbiano“
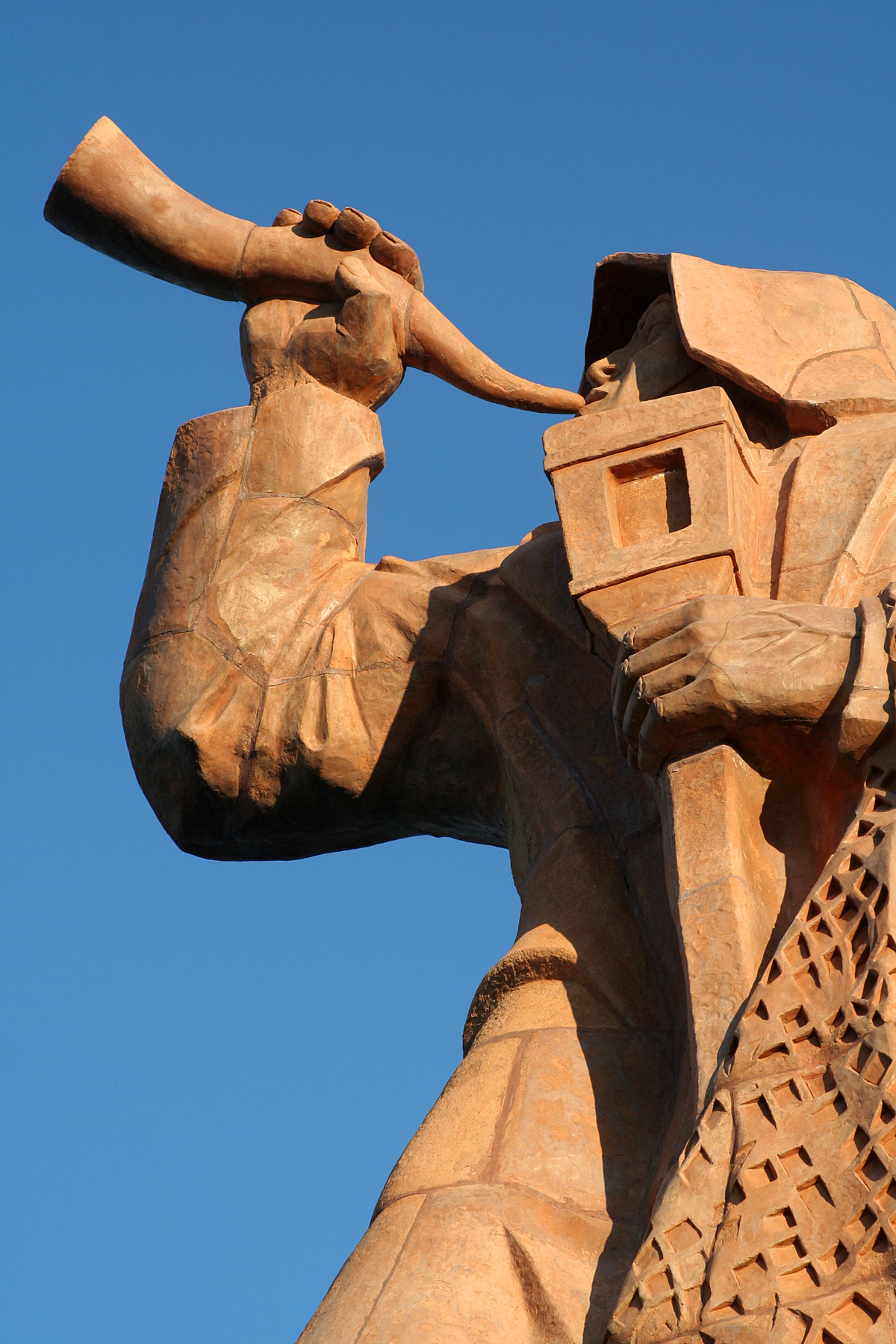
„Der Fischer“ – „Il Pescatore“
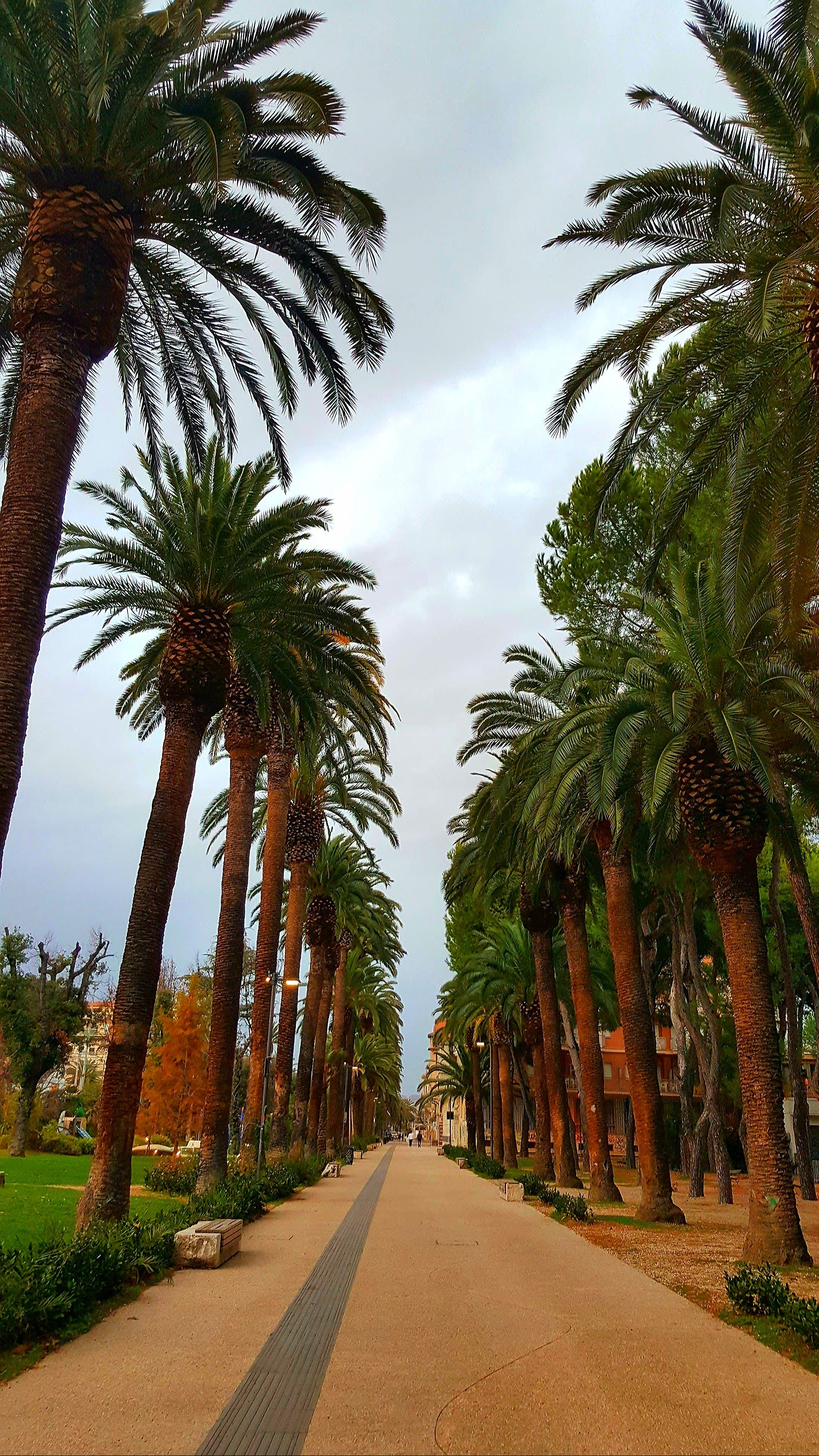
Via Olindo Pasqualetti
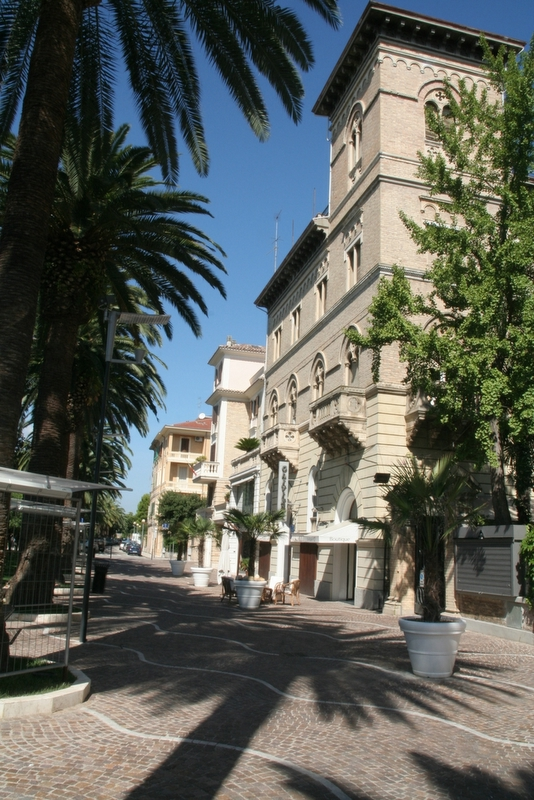
Gebäude im Jugendstil im Stadtzentrum
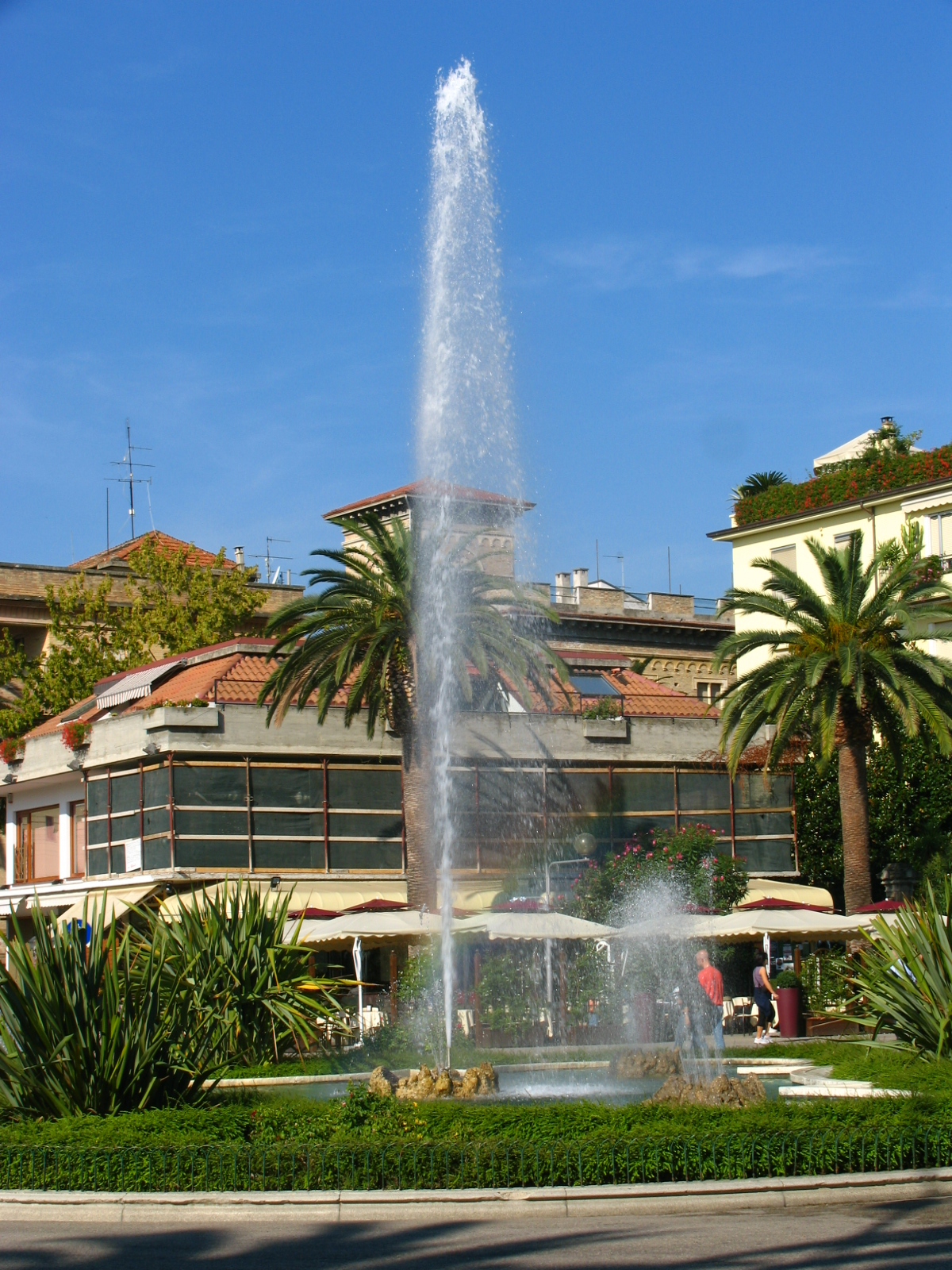
Der Brunnen auf der Piazza Giorgini(La Rotonda)

## Sport

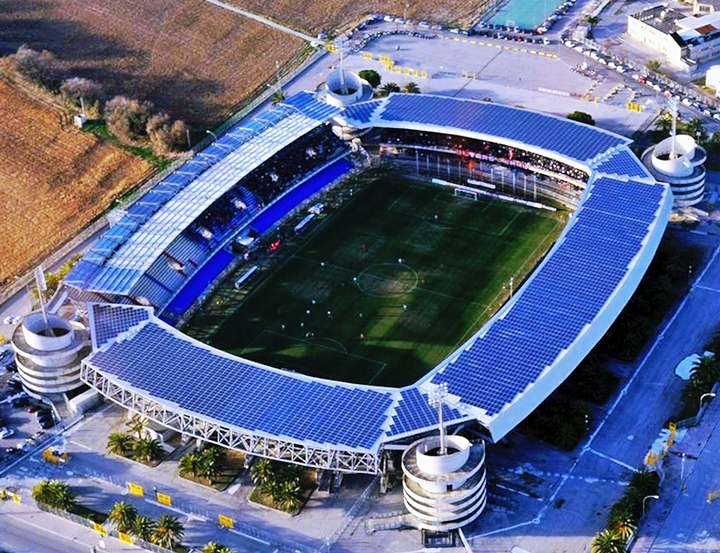
Stadio Riviera delle Palme

Der Fußballverein SS Sambenedettese Calcio spielte viele Jahre in den italienischen Profiligen und war in der Saison 2018/19 in der Serie C.
2010 war San Benedetto del Tronto Austragungsort der Europameisterschaft im Inline-Speedskating.
Seit 2011 endet in San Benedetto del Tronto traditionell die Radfernfahrt Tirreno–Adriatico mit einem Einzelzeitfahren auf einem rund 10,1 km Wendepunktkurs direkt am Meer.
Zudem findet hier jährlich seit 2001 ein Tennisturnier der ATP Challenger Tour statt.

## Städtepartnerschaften
| - Viareggio, Toskana, Italien - Poggio Bustone, Latium, Italien - Alfortville, Frankreich - Chicago Heights, Vereinigte Staaten - Šibenik, Kroatien | - Alba Iulia, Rumänien - Trinidad, Kuba - Mar del Plata, Argentinien - Steyr, Österreich |

## Söhne und Töchter der Stadt
- Aldo Pagliacci (1913–1991), Maler und Geigenbauer
- Libero Bizzarri (1926–1986), Journalist
- Giovanni Carminucci (1939–2007), Turner
- Massimo Fabbrizi (* 1977), Wurfscheibenschießen
- Carlo Fidanza (* 1976), Politiker
- Daniele Giorgini (* 1984), Tennisspieler
- Camillo De Lellis (* 1976), Mathematiker
- Mudimbi (* 1986), Rapper
- Rinaldo Talamonti (* 1947), Schauspieler und Gastronom